# Eroze (stomatologie)

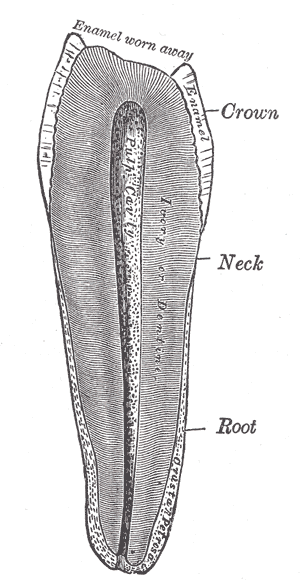
Eroze

Eroze je ztráta zubních tkání především ve frontálním úseku zapříčiněná chemickými vlivy bez bakteriální účasti. Převážně jde o účinky kyselin.
Příčiny mohou být endogenní (vnitřní) či exogenní (vnější). Kyseliny mohou být do těla dopraveny zvnějšku (ovocné kyseliny v ovoci, ovocné šťávy, nealkoholické nápoje, energetické nápoje, ovocné čaje, ledový čaj, bonbóny; kyselina šťavelová v rebarboře a špenátu, kyselina octová nebo mléčné kyseliny (zelí, kyselé mléko) nebo vyrobeny samotným tělem.
Vnitřní příčinou může být kyselina chlorovodíková obsažená v žaludeční šťávě, která se při gastroezofageálním refluxu nebo chronickém zvracení může dostat do ústní dutiny.
Eroze postihuje především frontální zuby v místě jejich hranice se zubní dásní.